# Juraj Herz

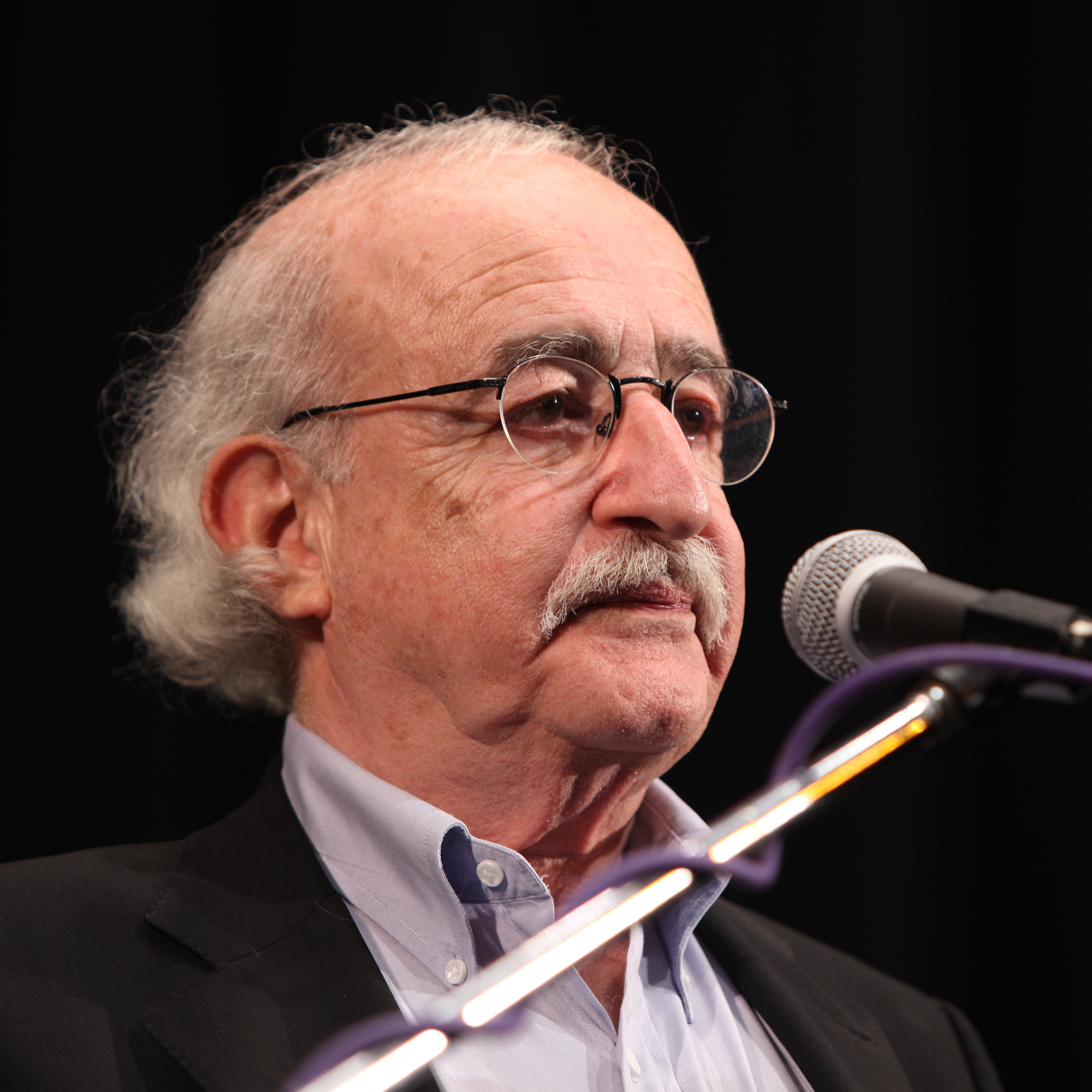
Juraj Herz (2009)

Juraj Herz (manchmal auch Georg Herz; * 4. September 1934 in Kežmarok, Tschechoslowakei; † 8. April 2018 in Prag) war ein tschechoslowakischer Filmregisseur slowakischer Herkunft, der in Deutschland vor allem durch seine Märchenverfilmungen Bekanntheit erlangte.

## Leben und Werk
Im Alter von 9 Jahren wurde der jüdische Herz gemeinsam mit seinen Eltern nach Auschwitz deportiert, kurz darauf kam er ins KZ Ravensbrück, schließlich nach Sachsenhausen, wo er 1945 durch die Rote Armee befreit wurde. Auch seine Eltern überlebten das KZ. Diese Erfahrungen sollten sein Werk in späterer Zeit stark prägen.
Nach dem Krieg studierte Herz zunächst Fotografie an der Kunstgewerbeschule in Bratislava, später Puppenspiel an der Akademie der Schönen Künste in Prag. Nach einem weiteren Studium im Fachbereich Regie und Schauspiel begann er seine Laufbahn am Theater Semafor, wo er als Darsteller und Regisseur arbeitete. Hier kam er auch mit Jan Švankmajer in Kontakt, der ihn in einigen seiner surrealistischen Kurzfilme als Schauspieler einsetzte. 1961 führte ihn eine Regieassistenz zu den Prager Barrandov Filmstudios, die ihm 1965 sein Regiedebüt mit dem Kurzfilm Die gesammelten Rohheiten nach einem Buch von Bohumil Hrabal ermöglichten.
Bereits mit seinem dritten Kinofilm Der Leichenverbrenner (1969), nach einem Roman von Ladislav Fuks, gelang Herz der Durchbruch, zunächst wurde die schwarze Komödie sogar als tschechoslowakischer Beitrag für den Auslandsoscar nominiert. Allerdings wurde Der Leichenverbrenner dann wenige Wochen nach der Premiere unter anderem wegen „Kritik am Konformismus“ vom kommunistischen Regime verboten. Im Ausland war der Film allerdings weiterhin höchst erfolgreich, so wurde er etwa in Australien zum Film des Jahres gewählt und beim Festival in Sitges 1972 mit dem Preis für den besten Film ausgezeichnet. Herz arbeitete in der Folgezeit in unterschiedlichen Genres. Er inszenierte neben Musicals, Kammerspielen und Literaturadaptionen vor allem Märchenfilme, die ihm internationale Aufmerksamkeit sicherten.
Im deutschen Sprachraum ist Herz sicherlich am bekanntesten für seine Märchen- und Kinderfilme, auf die er sich in den 1980er und 1990er Jahren spezialisierte. In Tschechien und der Slowakei gilt Juraj Herz hingegen als Horror-Spezialist, auch wenn kaum einer seiner Filme sich eindeutig nur diesem Genre zuordnen lässt. Am ehesten trifft dies noch auf Der Autovampir zu (der allerdings auch Elemente der Satire, der Parodie und der Science Fiction enthält), sowie auf Darkness. Auch etliche seiner Märchenfilme arbeiten mit Stilmerkmalen des Horrorgenres, besonders Die Schöne und das Ungeheuer und Das neunte Herz, während die bedrohliche Atmosphäre in Passage kafkaeske Züge aufweist. Morgiana (nach einem Roman des russischen Phantasten Alexander Grin) wiederum war ursprünglich als Psycho-Horrorfilm mit einer gänzlich anderen Auflösung geplant, musste aber aufgrund von Einsprüchen der Zensurbehörde radikal umgeschrieben und abgeschwächt werden.
Ein weiterer Schwerpunkt in der Arbeit von Juraj Herz war die Beschäftigung mit dem Holocaust sowie der Zeit der deutschen Okkupation der Tschechoslowakei – teilweise im Gewand von Thrillern oder Horrorfilmen (etwa den schon erwähnten Filmen Der Leichenverbrenner und Darkness), aber auch in Form von realistisch-historischen Filmen. 1963 war er als Schauspieler und Regieassistent an dem Spielfilm Transport aus dem Paradies von Zbyněk Brynych beteiligt, der die letzten Tage im KZ Theresienstadt schildert. 1986 drehte er Mich überfiel die Nacht, Schauplatz dieses Films ist das KZ Ravensbrück, wo Herz selber als Kind inhaftiert war. Die Hauptfigur, eine Journalistin, ist als Hommage an die Schriftstellerin und Menschenrechtlerin Milena Jesenska angelegt, die in Ravensbrück umgekommen ist. Habermann von 2010 wiederum spielt im Sudetenland und schildert die Zeit vom Beginn der Nazi-Okkupation bis unmittelbar nach Kriegsende.
Neben der Regie war Herz meistens auch am Drehbuch beteiligt und übernahm gelegentlich kleinere Rollen in seinen Filmen. 1986 drehte er die aufwendige internationale Co-Produktion Galoschen des Glücks nach einem Märchen von Hans Christian Andersen, an der sich u. a. auch das ZDF und der ORF beteiligten. Seit den 1990er Jahren arbeitete Herz vorwiegend für das Fernsehen, leitete aber auch gelegentlich Theatervorführungen an Prager Bühnen.

## Filmografie (Auswahl)
- 1963: Transport aus dem Paradies (Transport z ráje) – Regieassistenz
- 1965: Die gesammelten Rohheiten (Sběrné surovosti)
- 1966: Im Zeichen des Krebses (Znamení raka)
- 1968: Der hinkende Teufel (Kulhavý ďábel)
- 1968: Der Leichenverbrenner (Spalovač mrtvol)
- 1971: Eine standesgemäße Ehe (Petrolejové lampy)
- 1972: Morgiana
- 1974: Das Porzellanmädchen (Holky z porcelánu)
- 1975: Die Spur führt ins Berghotel (Holka na zabití)
- 1976: Ein Tag für meine Liebe (Den pro mou lásku)
- 1978: Die Schöne und das Ungeheuer (Panna a netvor)
- 1978: Das neunte Herz (Deváté srdce)
- 1979: Spröde Beziehungen (Křehké vztahy)
- 1981: Der Autovampir (Upír z Feratu)
- 1981: Bulldoggen und Kirschen (Buldoci a třešně)
- 1984: Süße Sorgen (Sladké starosti)
- 1986: Mich überfiel die Nacht (Zastihla mě noc)
- 1986: Galoschen des Glücks (Galoše šťastia)
- 1986: Gagman
- 1988: Liebe ist stärker als der Tod
- 1989: August ’39 – Elf Tage zwischen Frieden und Krieg (Dokumentarserie)
- 1991: Der Froschkönig (Žabí princ)
- 1991: Wolfgang A. Mozart
- 1992: Die dumme Augustine
- 1994: Des Kaisers neue Kleider (Císařovy nové šaty)
- 1994: Lara – Meine Jahre mit Boris Pasternak
- 1994: Maigret und der Kopf eines Mannes (Maigret et la Tête d’un homme)
- 1996: Maigret stellt eine Falle (Maigret tend un piège)
- 1997: Passage (Pasáž)
- 2009: Darkness (T. M. A.)
- 2010: Habermann (Habermannův mlýn)

## Auszeichnungen
- 1972: Internationale Filmfestspiele von Cannes – Nominierung für die Goldene Palme: Eine standesgemäße Ehe
- 1977: Internationale Filmfestspiele Berlin – Nominierung für den Goldenen Bären: Ein Tag für meine Liebe
- 1992: Bayerischer Filmpreis – beste Regie für Die dumme Augustine
- 1993: Bayerischer Filmpreis – Dokumentarfilmpreis für Lara – Meine Jahre mit Boris Pasternak
- 2010: Bayerischer Filmpreis[8] – beste Regie für Habermann